# Відплиття цариці Савської
«Відплиття цариці Савської» — картина олійними фарбами Клода Лоррена (уродженого Клода Желле, традиційно відомого як Клод), що зберігається в Національній галереї в Лондоні, підписана та датована 1648 роком. Велику картину, написану олією на полотні, замовив Фредерік Моріс де Латур д'Овернь, герцог Буйонський, генерал папської армії, разом із «Пейзажем із шлюбом Ісаака та Ребекки» Клода, який також зараз зберігається в Національній галереї. На ньому зображено відплиття цариці Савської до Єрусалимух метою відвідати царя Соломона, описане в десятому розділі Першої книги Царів. Більш звичним сюжетом була б їхня зустріч; це одна з багатьох портових сцен, намальованих Клодом. Королева відпливає з міста з класичними будівлями, поки вантажать судна, ранкове сонце освітлює море.
Композиція привертає увагу до групи людей на сходах праворуч, на перетині лінії перспективи (сходи) та сильної вертикалі (ліва колона портика будівлі). Королева вдягнена в рожеву туніку, королівсько-синій плащ і золоту корону, вона ось-ось сяде на човен, який чекає на неї, щоб доправити її на корабель — можливо, на той корабель, що частково прихований колонами ліворуч, або на той, що далі в морі, над точкою сходу картини.
Ця картина була однією з перших робіт, придбаних Національною галереєю в 1824 році, і є однією з п'яти робіт Клода Лоррена, придбаних з колекції Джона Юліуса Ангерштейна. Картина має каталожний номер NG14. Ця та подібні роботи Клода надихнули Дж. М. В. Тернера на створення картин «Дідона, засновниця Карфагена» та «Занепад Карфагенської імперії», які Тернер залишив нації як частину свого заповіту за умови, що їх повісять поруч із парою робіт Клода Лоррена.
Картина має номер 114 у Liber Veritatis Клода Лоррена.
|                                                                    |
| «Пейзаж з одруженням Ісаака та Ребекки» Клода, Національна галерея |

|                                            |
| Тернерівська Дідона, засновниця Карфагена. |

|                                         |
| «Занепад Карфагенської імперії» Тернера |